# سيسنا 150
سيسنا 150 (بالإنجليزية: Cessna 150)‏ هي طائرة تدريب أساسي، واستعراضات جوية، تعتبر رابع أكثر طائرة مدنية أنتاجاً من أي وقت مضى، مع 23,949 طائرة تم إنتاجها. أنتجت في 1958 بالولايات المتحدة. من صناعة سيسنا. كان أول طيران لها في سبتمبر 12, 1957. ومازالت في الخدمة حتى الآن. صنع منها 23,949 طائرة، وسعر الطائرة الواحدة منها هو 12,000-25,000 دولار.